# Uljap
Uljap (russisch Уляп, adygeisch Улап) ist ein Dorf (aul) in Südrussland. Es gehört zur Republik Adygeja und hat 1195 Einwohner (Stand 2019). Im Ort gibt es 20 Straßen. Ulyap liegt 33 Straßenkilometer südöstlich von Krasnogwardeiskoje (dem Verwaltungszentrum des Bezirks). Schturbino ist der nächstgelegene ländliche Ort.